# Гриоль, Марсель
Марсель Гриоль (1898—1956) — французский этнограф-африканист, исследователь культуры догонов, бывший председатель французского общества африканистов, отец этнографа Женевьевы Калам-Гриоль.

## Биография
Родился в коммуне Эзи-сюр-Армансон департамента Йонна. Окончил Лицей Людовика Великого. С 1922 по 1927 год изучал в Национальном институте восточных языков и цивилизаций амхарский язык. С 1931 по 1933 год — руководитель этнографической экспедиции от Парижского Музея человека «Миссия Дакар—Джибути» (Сенегал-Эфиопия). Кроме Гриоля в состав экспедиции входил также этнолог и писатель Мишель Лейрис.  В 1942 году Гриоль стал профессором Парижского университета.
После знакомства с культурой догонов, Гриоль одним из первых обратил внимание на специфичную астрономическую мифологию догонов. В дальнейших исследованиях это стало материалом гипотетических построений о так называемом палеоконтакте.